# インターネット・ホットラインセンター
インターネット・ホットラインセンター（英: Internet Hotline Center, IHC）は、2006年6月1日に開設された違法・有害情報の発信に関する情報収集と対処を目的とする団体。警察庁からの業務委託によりポールトゥウィン(株)が管理・運営を行っている。

## 概要

### 組織
2006年3月に発表された平成17年度総合セキュリティ対策会議報告書に基づき、2006年6月に、警察庁から財団法人インターネット協会への業務委託という形態で運営を開始した。財源は全て国が賄っているが、将来の業務拡大によっては民間の資金を導入することも検討するとしている。

### 経緯
- 2006年1月27日、警察庁生活安全局情報技術犯罪対策課長より財団法人インターネット協会を随意契約相手先とする特定調達契約審査申請書が提出される。
- 3月30日、平成17年度総合セキュリティ対策会議の報告書が発表され、インターネット・ホットラインセンター設立構想が正式に発表される。
- 4月4日、ホットラインセンター設立準備会第1回会合が開催され、組織名称とガイドラインの一部を対象とするパブリックコメントの募集が告知される。
- 5月8日、パブリックコメントの募集を締め切る。
- 5月12日、警察庁と財団法人インターネット協会との業務委託契約が締結される。
- 6月1日、インターネット・ホットラインセンターが正式に発足する。
- 2016年4月、一般社団法人セーファーインターネット協会が運営を受託[3]。公序良俗に反する情報（有害情報）は委託事業対象外となり、同協会が運営するセーフラインへ情報提供されることとなった[4][5]。
- 2021年4月、シエンプレ株式会社が運営を受託。
- 2024年4月、ポールトゥウィン(株)が運営を受託。

## 運用ガイドライン概要
- 違法情報
  - わいせつ物の公然陳列
  - 明らかな児童ポルノの公然陳列
  - 売春防止法違反の広告
  - 出会い系サイト規制法違反
  - 規制薬物関連（広告、あるいは濫用を公然、あおり、または唆す行為）
  - 振り込め詐欺関連（預金通帳等の譲渡あるいは携帯電話の匿名貸与の誘引等）
- 公序良俗に反する情報（2016年4月1日からセーファーインターネット協会が運営するセーフラインへの情報提供に変更）
  - 情報自体から、違法行為を直接的かつ明示的に請負・仲介・誘引等する情報
    - けん銃等の譲渡
    - 爆発物の製造
    - 児童ポルノの提供
    - 公文書偽造
    - 殺人、傷害、脅迫、恐喝

  - 違法情報との疑いが相当程度認められる情報
    - 明らかとまではいえないが児童ポルノと疑われるもの

  - 人を自殺に勧誘・誘引する情報

## 組織
- ホットラインセンター（2007年10月現在）
  - センター長 国分明男（財団法人インターネット協会副理事長、特定非営利活動法人次世代ICカードシステム研究会フェロー）
  - 副センター長 吉川誠司（財団法人インターネット協会評議員、WEB110代表）
  - センター員（約5名）
  - 法律アドバイザー（約3名）

- 運営委員会（2016年10月1日現在[6]）
  - 新谷珠恵（一般社団法人東京都小学校PTA協議会相談役）
  - 曽我部真裕（京都大学大学院法学研究科教授）
  - 野口京子（文化学園大学教授・国際文化研究科長）
  - 前田雅英（日本大学大学院法務研究科教授）
  - 宮本潤子（ECPATストップ子ども買春の会共同代表）

- 運用ガイドライン検討協議会（2016年10月1日現在[6]）
  - 野口尚志（一般社団法人日本インターネットプロバイダー協会理事・行政法律部会副部会長、EditNet株式会社代表取締役）
  - 深町晋也（立教大学大学院法務研究科教授）
  - 丸橋透（一般社団法人テレコムサービス協会サービス倫理委員会委員長）
  - 森亮二（弁護士法人英知法律事務所 弁護士）
  - 山口あゆみ（子供とネットを考える会代表）

## 国庫からの受託金
インターネット・ホットラインセンターは、100%国庫からの受託金収入によって運営されている。18年度には警察庁から34,117,718円の受託金の交付を受けている。19年度のインターネット・ホットラインセンターの運営に関する国庫受託金収入予算は85,000,000円である。

## 指摘される問題点と運営側の考え
ホットラインセンター設立準備会（インターネット協会が事務局）は開設に先だって運用ガイドライン案を公表して意見募集を行い
、応募結果についても公表されている。

これによると、ガイドライン案における児童ポルノの定義について「実在しない児童」を描写したもの、とくに漫画やアニメなどが対象とされるのではないかとの懸念から多くの意見が寄せられたことがわかる。この点について設立準備会は、児童ポルノ禁止法の定義と同じく実在の児童の描写のみを対象としていることを明確にする注釈を加える修正を行っているが、2007年1月30日に公表した半期運用報告では「実在しない児童」の性表現を描写したものについて「海外から批判が多いまんが子どもポルノ」との表現で国際NGO関連団体に12件の情報提供を行った、としている。
このほか、違法でない情報を対象とすることや、違法性の該当性判断について表現の自由の観点からの問題点が指摘されている。

2008年にはガイドライン改定に際して、パロディ画像やマンガを違法情報として扱うことが検討された。これは最終的には見送られたものの、親告罪である著作権法の趣旨や運用を無視していることには変わりなく、こうした対応も問題視されている。
これらについて準備会は、あくまでも違法な行為・結果に結びつきうるものについての対応であることや、該当性判断については捜査権を持たない民間機関としての通報の基準であって最終的なものでないこと、わいせつ性などについては実質的に文脈を見る前提があることを説明して理解を求めているが、前述の半期運用報告では「通報されたけれども対象外と判断して処理されない情報の割合は依然として多く、運用が通報者の期待に十分に応え切れていない（略）今後、『運用ガイドライン』の見直しなどが必要であると考えられます」として現在のガイドラインで対象外とされている種の情報についても将来的に対象を拡大する可能性を示唆している。
また、プロバイダ等への通報が証拠の隠滅につながる危険があるとの指摘については、違法情報については警察への通報から一定期間をおいた後へのプロバイダ等への送信防止措置依頼であるとして理解を求めている。
18年度の警察庁総合セキュリティ対策会議の報告書では、「ホットラインセンターの活動内容等に関する広報活動」について、広報協力のためのパートナー団体の「一層の増加に努める必要がある」としている。また、「運用ガイドラインの対象外の情報に係る通報に対する的確な対応」について、「運用ガイドラインの対象外の情報に当たる場合であっても、他の関係機関・団体において所要の措置が講じられることが必要である」（現状では対応がごく一部にとどまっているとした上で）「今後、特段の対応がとられていない通報の内容を分析した上で、当該通報に的確に対応し得る機関・団体等に対し、「アソシエイツ」としての協力を呼び掛けていく必要がある」などとしている。
2007年8月下旬から行われている情報通信法案に関する総務省のヒアリングに対し、日本新聞協会や民放連等のマスコミ関係団体等がインターネット上の表現の自由にも配慮した回答を行ない、有害情報規制に対して疑義を呈する、若しくは慎重姿勢を示すことが少なくなかった中、2007年9月19日に行なわれたヒアリングでは、国分明男センター長が、青少年健全育成条例における「有害」指定例を列挙するなどした他、インターネットカフェ等での匿名性の問題点を指摘した上で、韓国での一定規模以上のサイト利用時における本人確認義務化例や、同国においては「インターネット上に一度出てしまうと、元に戻せず、破壊力がすごいから」との理由でネット犯罪に対する刑罰を従来の刑罰よりも重くした例を挙げている。

また、「何か主張をしたいなら実名で行い、身分を隠して悪いことを書き込むカルチャーをなくすという考え方について韓国から説明があった」、有害情報規制の共通ルールについて「法的な裏付けはあったほうがよい」「アウトサイダー対策を行わないと自主規制では事態は改善されない」等としている。一方のテレコムサービス協会もまた、「今後の法制度のさらなる検討に際しては、すべての関係者（コンテンツの作成者・掲載者や掲示板運営者等）が対象となる枠組みを検討することが重要」としている。このように、両団体の主張は、情報通信法案における規制の趣旨とほぼ同一のものとなっている。
今後の方針としては、ホットラインの規模拡大、人員増強、INHOPEを中心として国際的な連携体制を強化していくこと等が決定している。